# Matthieu Orphelin
Pour les articles homonymes, voir Orphelin (homonymie).
Matthieu Orphelin, né le 3 décembre 1972 à Saint-Nazaire (France), est un homme politique et ingénieur français.
Ingénieur de l'École centrale de Nantes (spécialité environnement) et docteur en énergétique de l'École des mines de Paris, il effectue l'essentiel de sa carrière au sein de l'Agence de l'environnement et de la maîtrise de l'énergie (ADEME).
Militant Europe Écologie Les Verts jusqu'en 2012, il est vice-président du conseil régional des Pays de la Loire de 2010 à 2015 et porte-parole de la Fondation pour la nature et l'homme (anciennement Fondation Nicolas-Hulot) de 2012 à 2015. Après avoir rejoint La République en marche, il est élu député dans la première circonscription de Maine-et-Loire lors des élections législatives de 2017. Il quitte le groupe LREM à l'Assemblée nationale en février 2019 et rejoint le groupe Libertés et territoires en tant qu'apparenté quelques mois plus tard. Il participe à la fondation, en mai 2020, du groupe Écologie démocratie solidarité, dont il est président. Le groupe est dissous quatre mois plus tard.
Tête de liste pour les élections régionales de 2021 dans les Pays de la Loire avec le soutien d'Europe Écologie Les Verts, La France insoumise, Génération écologie et Génération.s, il est battu par Christelle Morançais (Les Républicains).

## Carrière professionnelle
Matthieu Orphelin effectue l’essentiel de sa carrière au sein de l’Agence de l'environnement et de la maîtrise de l'énergie (ADEME) où il entre en 2000. Il occupe notamment les fonctions de chef du service « Observation, économie et évaluation », de directeur de cabinet de trois présidents de l'agence et de directeur de la recherche et de la prospective.
Il participe au Grenelle de l'environnement, lors duquel il pilote des travaux sur la précarité énergétique, la transformation écologique de l’économie et la formation aux métiers d'avenir.
De novembre 2012 à décembre 2015, il est porte-parole de la Fondation pour la nature et l'homme (anciennement Fondation Nicolas-Hulot) et membre de son conseil scientifique. Il participe notamment au débat national sur la transition énergétique, aux conférences environnementales et à la COP21 qui aboutit à l’accord de Paris.
Il revient à l'ADEME en janvier 2016 pour prendre en charge la direction économie circulaire et déchets.
En juin 2022, après un mandat de député de 2017 à 2022, il est nommé directeur général de la Ligue pour la protection des oiseaux (LPO). Il quitte la ligue en juillet 2023 à la suite d'un désaccord avec le conseil d'administration sur la méthode d'acquisition foncières . En janvier 2024, il est nommé délégué général de la Fédération des entreprises d'insertion.

## Parcours politique

### Militant EÉLV et vice-président du conseil régional des Pays de la Loire

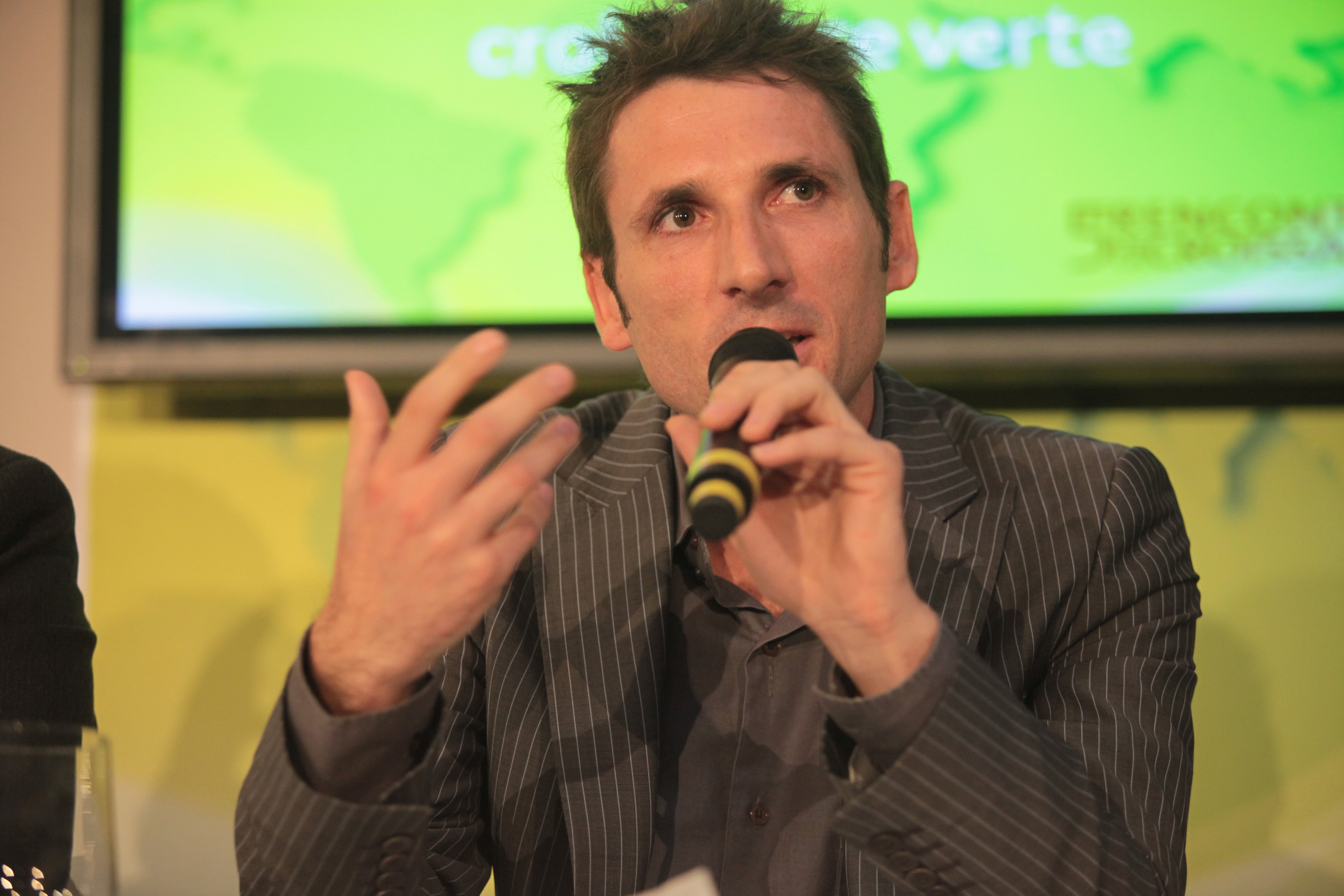
Matthieu Orphelin en 2008.

Tête de liste d’Europe Écologie Les Verts pour les élections régionales de 2010 en Maine-et-Loire, il est élu et nommé vice-président du conseil régional des Pays de la Loire, président de la commission éducation et apprentissage. Il met en place notamment des actions sur la prévention du décrochage scolaire.
Lors de la primaire écologiste de 2011, il travaille dans l'équipe de campagne de Nicolas Hulot. Il quitte EÉLV en 2012.

### Ralliement à En marche
Il annonce qu'il rallie Emmanuel Macron en février 2017, tout en jugeant qu'il doit faire des progrès sur les questions écologiques et en prenant ses distances avec certaines positions du candidat d'En marche : il dénonce le traité de libre-échange entre l'Union européenne et le Canada (Ceta), réclame une « vraie » taxe sur les transactions financières et critique les propos d'Emmanuel Macron sur la Manif pour tous. Alors que Libération estime que le programme de Benoît Hamon semble plus conforme à ses positions, Matthieu Orphelin répond qu'« il n’a pas besoin d’aide » mais qu'« il ne peut pas être au deuxième tour ». Il contribue au rapprochement d'Emmanuel Macron et de Nicolas Hulot, nommé au gouvernement,.

### Député de laXVelégislature

#### Au sein du groupe LREM
Matthieu Orphelin est élu député dans la première circonscription de Maine-et-Loire lors des élections législatives de 2017, avec 64,33 % des voix face à Caroline Fel (LR). Il siège au sein de la Commission du Développement durable et de l'Aménagement du territoire et au sein du conseil d’orientation des infrastructures.
L'Opinion le présente en juillet 2019 comme « quasi hyperactif », indiquant qu'« il dégaine des communiqués sur une multitude de sujets et dépose des amendements tels des bouteilles à la mer », dont certains sont soutenus par d'autres députés, voire repris par le gouvernement.
Il met en place des initiatives pour assurer plus de transparence et participer à recréer de la confiance entre les politiques et les citoyens : questions citoyennes au gouvernement,, agenda ouvert pour rendre publics tous les rendez-vous avec des représentants d'intérêts (lobbies), transparence sur les frais de mandat.
Il rend public en janvier 2018 son refus d’intervenir dans un colloque par manque de parité des personnes intervenantes. Cette action médiatisée conduit les organisateurs à revoir leur programme et assurer la parité.
Début 2018, il fait partie d'une centaine de députés LREM qui s'opposent à une proposition de loi souhaitée par le gouvernement et portant sur les conditions du placement en centre de rétention des étrangers soumis au règlement européen sur l’asile. La même année, il s’abstient sur la loi « asile et immigration », après avoir cependant porté et obtenu des avancées comme la préparation d’un plan d’actions sur les migrations climatiques ou la suppression de la liste des «pays d’origine sûrs » de ceux ne respectant pas les droits LGBT. Dans le contexte du mouvement des Gilets jaunes, après l'annonce du Grand débat national par l'exécutif, il salue une « excellente idée pour débattre logement, mobilité, transition, pouvoir d'achat, services publics, fiscalité, démocratie » mais « pense que la question autour de l'immigration n’y a pas sa place », alors que le gouvernement compte l'intégrer.
En juillet 2017, il s'oppose à la baisse de cinq euros de l’aide personnalisée au logement (APL). Avec d'autres députés LREM, il obtient que le nouveau dispositif des emplois francs, engagement de campagne d’Emmanuel Macron, soit testé en 2018 en particulier dans les quartiers prioritaires de la ville d’Angers et de Trélazé. Il vote en faveur de la loi travail présentée par le gouvernement.
Lors des débats sur la loi agriculture et alimentation, il propose et fait voter des amendements sur l’encadrement des pesticides néonicotinoïdes, pour une meilleure traçabilité du miel, en faveur de la mise en place de plans de diversification des protéines ou encore la fin des bouteilles plastiques dans les cantines scolaires. Il propose également un amendement traduisant dans la loi l’engagement présidentiel de sortie du glyphosate en trois ans, avec des exceptions quand il n’y a pas d’alternatives. Cet amendement n’obtient pas la majorité.
Il promeut les mobilités douces et remet à la ministre des transports Élisabeth Borne le 20 décembre 2017, un rapport sur la généralisation de l’indemnité kilométrique vélo. Il dépose 118 amendements lors de l'examen du projet de loi d'orientation des mobilités, dont un qui prévoit la mise en place d'une écotaxe sur les vols au départ de la France, d'abord repoussée puis finalement reprise presque telle quelle par le gouvernement. Un autre de ses amendements, cosigné par une trentaine de députés dont plusieurs LREM, vise à mettre en place une taxation du kérosène.
En 2018, avant la publication de la nouvelle mouture de la Programmation pluriannuelle de l'énergie, il prône un « rythme de fermeture d’au moins un réacteur nucléaire par an dès 2022, et de deux par an dès que possible ». Il plaide pour faire de la baisse des consommations la clef de voûte de cette nouvelle stratégie énergétique, et dit sa déception devant l’absence de nouvelles mesures pour la rénovation énergétique des bâtiments et la lutte contre la précarité énergétique, lors de sa présentation par le gouvernement. Concernant le projet de loi climat-énergie, il dépose 128 amendements et exerce, selon son expression, « une pression bienveillante » à l'égard du gouvernement sur les passoires thermiques.
En septembre 2018, il soutient la candidature de Barbara Pompili à la présidence de l'Assemblée nationale.
Le mois suivant, il lance un collectif baptisé « Accélérons la transition écologique et solidaire », qui réunit plus de 120 députés issus de six des sept groupes parlementaires de l'Assemblée. En novembre, le collectif rassemble 158 députés. Il se réunit tous les mois et poursuit son activité après le départ de Matthieu Orphelin du groupe LREM. Ce collectif organise la venue de Greta Thunberg à l'Assemblée en juillet 2019.
En juillet 2018, il alerte le gouvernement sur la hausse du prix des carburants et la nécessité de nouvelles mesures redistributives ; il propose, avec les députés Hugues Renson et Guillaume Chiche et un panel d’économistes, la mise en place d’une prime mobilité-emploi pour les habitants des zones rurales et périurbaines. Face au mouvement des Gilets jaunes, dont il reçoit des représentants la veille de leur première journée de mobilisation, il plaide pour la mise en place d'« un conseil de 100 citoyens tirés au sort pour éclairer les décisions publiques ». Il défend également des mesures d’accompagnement dans la transition énergétique (extension du chèque énergie, prime à la mobilité), annoncées par le Premier ministre le 14 novembre 2018, et qui seront confirmées le 18 décembre.

#### Au sein des non-inscrits puis de Libertés et territoires
Mathieu Orphelin quitte le groupe La République en marche le 6 février 2019, expliquant avoir « fait tout son possible [...] pour porter haut l'écologie », sans succès, invoquant notamment des avancées insuffisantes sur les « enjeux climatiques, écologiques et sociaux », et critiquant « certains choix » du gouvernement. Orphelin est un proche de l'ancien ministre de la Transition écologique et solidaire Nicolas Hulot, qui avait démissionné en 2018 pour les mêmes raisons. Il indique refuser de voter pour la liste LREM aux élections européennes de 2019, mettant en cause un « trop grand écart » entre le programme de LREM en matière d'environnement et les actes du gouvernement. Il s'abstient lors du vote de confiance au gouvernement Édouard Philippe en juin 2019.
En vue des élections municipales de 2020 à Paris, il apporte son soutien au candidat dissident Cédric Villani. L'Opinion considère que ce soutien « n'est pas anodin », rappelant que Cédric Villani « avait participé au lancement de son collectif transpartisan Accélérons ».
Après avoir piloté, avec Jacques Maire, le groupe de travail de la majorité sur l'Accord économique et commercial global, dit CETA, il dépose, en juillet 2019, une motion d’ajournement du projet de loi de ratification, et annonce qu'il votera contre le texte si cette motion est rejetée,. Il vote finalement contre. S'il dément être « anti CETA », il estime que « cet accord va préparer tous les suivants » et que « peu de députés se sont plongés dans la réalité des arguments pour ou contre ». L'Opinion indique alors qu'il « garde un réseau important aussi bien dans les ministères, où il sait faire passer des messages, que dans la majorité », et qu'au sujet du CETA, « il est en lien permanent avec Jean-Baptiste Lemoyne, secrétaire d’Etat auprès du ministre des Affaires étrangères ». Le journal souligne également que « contrairement à sept autres de ses collègues qui ont quitté la majorité depuis leur élection en juin 2017, le quadra toujours pressé ne semble avoir aucune amertume envers ses anciens collègues, dont il ne dit étrangement que du bien ».
Le règlement de l'Assemblée nationale donnant la possibilité d’être apparenté à un groupe, ce qui permet entre autres de disposer de plus de temps de parole, Matthieu Orphelin devient apparenté au groupe Libertés et territoires en septembre 2019. En mai 2020, France Inter écrit que Orphelin « semble avoir également quitté les rangs du parti » LREM.

#### Au sein du groupe Écologie démocratie solidarité
Avec seize autres députés, Matthieu Orphelin fonde en mai 2020 un nouveau groupe parlementaire, nommé Écologie démocratie solidarité (EDS). Il est élu coprésident avec Paula Forteza. L'Assemblée nationale ne reconnaissant pas la coprésidence de groupe, EDS prévoit que la présidence alterne tous les six mois entre Matthieu Orphelin et Paula Forteza. Le groupe est dissous en octobre 2020, faute d'un effectif suffisant.
Il vote contre la confiance au gouvernement Jean Castex en juillet 2020, contre la proposition de loi relative à la sécurité globale, contre le projet de loi confortant le respect des principes de la République et contre le projet de loi « Climat-Résilience », qu'il considère comme n'étant « pas à la hauteur ».

### Élections régionales de 2021 dans les Pays de la Loire
Après avoir travaillé à la constitution d'une liste de rassemblement de la gauche et des écologistes pour les élections régionales de 2021 dans les Pays de la Loire, il prend la tête de la liste et obtient le soutien d'Europe Écologie Les Verts, La France insoumise, Génération écologie, Génération.s, Allons Enfants et Ensemble sur nos Territoires,. Son programme prévoit notamment de financer la transition écologique avec un milliard d’euros supplémentaire, de créer un référendum d’initiative citoyenne local, de rejeter l’ouverture à la concurrence des TER, ou encore de mettre en place une tarification solidaire dans les transports de la région. À l'issue du second tour, sa liste termine à la deuxième place avec 34,87 % des voix, derrière celle de la présidente sortante Christelle Morançais.

### Élection présidentielle de 2022
Matthieu Orphelin soutient Yannick Jadot pour la primaire présidentielle de l'écologie de 2021 tout en rappelant sa « proximité » avec Delphine Batho et Éric Piolle, également candidats. Après sa victoire lors de la primaire, il devient son porte-parole en chef pour la campagne de l'élection présidentielle de 2022.
Le 27 novembre 2021, dans le cadre de l'affaire Hulot, il est mis en retrait de la campagne présidentielle de Yannick Jadot par EELV. Il publie un communiqué pour faire part de sa réaction à la suite de cela. Il précise qu'il avait demandé à quitter ses fonctions avant la fin de l'année 2021 du fait de désaccords sur la stratégie de campagne, en particulier en ce qui concerne les jeunes et la primaire populaire,.
Le 18 février 2022, il annonce ne pas se représenter aux législatives.
Orphelin annonce ensuite, en juin 2022, son intention de se retirer de la vie politique.

## Vie privée
Matthieu Orphelin annonce qu’il est homosexuel dans le magazine Têtu en 2018. Il a deux fils, dont l’aîné, prénommé Elias, est le coanimateur, avec Guillaume Rozier, du site CovidTracker.fr.

## Synthèse des résultats électoraux

### Élections législatives
| Année | Parti | Parti | Circonscription       | 1er tour | 1er tour | 2d tour | 2d tour | Issue |
| Année | Parti | Parti | Circonscription       | %        | Rang     | %       | Rang    | Issue |
| ----- | ----- | ----- | --------------------- | -------- | -------- | ------- | ------- | ----- |
| 2017  |       | LREM  | 1re du Maine-et-Loire | 38,97    | 1er      | 64,33   | 1er     | Élu   |

### Élections régionales
Les résultats ci-dessous concernent uniquement les élections où il est tête de liste régional.
| Année | Parti | Parti                           | Région           | 1er tour | 1er tour | 1er tour | 2d tour | 2d tour | 2d tour | Sièges obtenus |
| Année | Parti | Parti                           | Région           | Voix     | %        | Rang     | Voix    | %       | Rang    | Sièges obtenus |
| ----- | ----- | ------------------------------- | ---------------- | -------- | -------- | -------- | ------- | ------- | ------- | -------------- |
| 2021  |       | EELV(G·s-GÉ-LFI-ESNT-AE-ES-LND) | Pays-de-la-Loire | 152 081  | 18,70    | 2e       | 294 705 | 34,30   | 2e      | 24 / 93        |

Les résultats ci-dessous concernent uniquement les élections où il est tête de liste départemental.
| Année | Parti | Parti       | Département    | 1er tour | 1er tour | 1er tour | 2d tour                              | 2d tour                              | 2d tour                              | Sièges obtenus                       |
| Année | Parti | Parti       | Département    | Voix     | %        | Rang     | Voix                                 | %                                    | Rang                                 | Sièges obtenus                       |
| ----- | ----- | ----------- | -------------- | -------- | -------- | -------- | ------------------------------------ | ------------------------------------ | ------------------------------------ | ------------------------------------ |
| 2010  |       | Verts-Cap21 | Maine-et-Loire | 33 715   | 13,28    | 3e       | élu sur la liste du Parti Socialiste | élu sur la liste du Parti Socialiste | élu sur la liste du Parti Socialiste | élu sur la liste du Parti Socialiste |

## Ouvrages
- Chronique d'un élu écolo, 2014, 186 pages p.  (ISBN 978-2-9548766-0-3)
- Je ne marche plus !, Éditions de l'Archipel, 2019, 208 p.  (ISBN 978-2-8098-2723-1)